# Acroloxus coloradensis
Acroloxus coloradensis е вид коремоного от семейство Acroloxidae. Видът е световно застрашен, със статут Уязвим.

## Разпространение
Видът е разпространен в САЩ.